# Charles Thiéfry
Pour les articles homonymes, voir Charles et Thiéfry.
Charles Thiéfry, né le 30 juillet 1796 à Antoing et mort le 10 mai 1878 à Bruxelles fut un député belge.

## Biographie
Charles Thiéfry est le fils de Maximilien Thiéfry et Jeanne Cuvelier. Il se maria à la comtesse Caroline de Fusco-Mataloni.
Il fit ses études à l'école spéciale militaire de Saint-Cyr.
Il fut sous-lieutenant sous le Premier Empire (1813-1814) puis capitaine des lanciers du royaume uni des Pays-Bas (1815-1830).
En 1848, il fut élu représentant du parti libéral pour l'arrondissement administratif de Bruxelles et son mandat prit fin en 1859.
En 1852 Thiéfry fut initié dans la loge maçonnique Les Vrais Amis de l'Union et y devint maître. Il fut l'un des initiateurs de la proposition de ne plus reconnaître l'autorité du Conseil Suprême pour les trois premiers degrés. La loge ayant statué différemment, il démissionna. En 1866 il s'affilia à la loge Les Amis Philanthropes. Il fut, avec Joseph Van Schoor, l'exécuteur testamentaire de Pierre-Théodore Verhaegen. En 1877 il était présent lors de la pose de la première pierre du Temple de la Rue du Persil.

## Sources
- (nl) Cet article est partiellement ou en totalité issu de l’article de Wikipédia en néerlandais intitulé « Charles Thiéfry » (voir la liste des auteurs).